# جاركو بيشفسكي
جاركو بيشفسكي مواليد 11 أبريل 1991 في سكوبيه، جمهورية مقدونيا، هو لاعب كرة يد مقدوني يلعب كمحور. مثل منتخب مقدونيا لكرة اليد.

## سجل المنافسة
شارك في البطولات التالية:
- بطولة أوروبا لكرة اليد للرجال 2016

## روابط خارجية
- جاركو بيشفسكي على موقع الاتحاد الأوروبي لكرة اليد (الإنجليزية)